# Styracaster longispinus
Styracaster longispinus är en sjöstjärneart som beskrevs av Georgii Mikhailovich Belyaev och Lev Ivanovich Moskalev 1986. Styracaster longispinus ingår i släktet Styracaster och familjen Porcellanasteridae. Inga underarter finns listade i Catalogue of Life.